# Vilsandi
Vilsandi (njemački: Filsand) je estonski otok u Baltičkom moru 9 km zapadno od otoka Saaremaa, najvećeg estonskog otoka. Površina otoka je 8,75 km²,  na njemu živi 30 stanovnika.

## Vanjske poveznice
- Informacije o otoku

### Ostali projekti
|  | Zajednički poslužitelj ima još gradiva o temi Vilsandi |